# Longpont-sur-Orge
Longpont-sur-Orge  [lɔ̃pɔ̃ syʁ ɔʁʒ] je francouzské město v departementu Essonne, v regionu Île-de-France, 24 kilometrů jihozápadně od Paříže.

## Geografie
Sousední obce: La Ville-du-Bois, Ballainvilliers, Villiers-sur-Orge, Sainte-Geneviève-des-Bois, Montlhéry, Linas, Saint-Michel-sur-Orge, Leuville-sur-Orge a Brétigny-sur-Orge.
Obcí protéká řeka Orge.

## Vývoj počtu obyvatel
Počet obyvatel

## Památky
- bazilika Notre-Dame-de-Bonne-Garde

## Osobnosti obce
- Ludvík z Évreux (1276 - 1319), francouzský princ
- Leopold II. Belgický (1835 - 1909), belgický král
- Ferdinand-Jean Darier (1856 - 1938), lékař
- Nathalie Kosciusko-Morizet (* 1973), politička

## Partnerská města
- Neukirchen, Hesensko, Německo, 1991